# Wonderful Days
Wonderful Days (Hangeul: 원더풀 데이즈 Wonderful Days) ist ein südkoreanischer Science-Fiction-Animationsfilm von Kim Moon-saeng aus dem Jahr 2003.

## Handlung
Im Jahr 2142 hat die Umweltverschmutzung durch den Menschen zu einer Vielzahl von Umweltkatastrophen geführt und die Menschheit stark dezimiert. Eine elitäre Gruppe von Wissenschaftlern und anderen Intellektuellen hat auf einer Insel eine abgeschottet hochtechnisierte Kuppel-Stadt namens Ecoban gebaut, die eigentlich eine gigantische organische Fabrik zur Reinigung der Luft ist. Um existieren zu können, benötigt Ecoban viel Energie, die sie einzig aus diesem Reinigungsprozess bezieht.
Die privilegierten Bewohner von Ecoban sind nicht die einzigen Bewohner der Insel. Eine Gruppe Flüchtlinge hat sich ebenfalls auf der Insel angesiedelt. Sie leben in einem Ghetto, da ihnen wegen ihrer Verseuchung der Zutritt zu Ecoban verwehrt wird. Die Bewohner Ecobans behandeln diese Marrianer wie Menschen zweiter Klasse, deren einzige Daseinsberechtigung darin besteht, für sie zu arbeiten. Da sich die Ecobaner immer mehr wie Feudalherren aufführen, bildet sich eine kleine Widerstandsgruppe unter den Marrianern, die zu gewalttätigem Widerstand bereit ist. Doch das ist nicht die einzige Bedrohung für Ecoban. Natürliche Vorgänge und der Metabolismus der organischen Stadt Ecoban haben die Luft so weit gereinigt, dass dieser Erfolg die Existenz der Stadt bedroht, da sich damit die Energiequelle der Stadt erschöpft. So wächst der Plan das gesamte Gebiet um Ecoban zu verseuchen. Dass dabei alle Marrianer getötet würden, nehmen die Ecoban bewusst in Kauf.
Eine Gruppe von Marianern greift einen der Ecoban-Konvois an, der die Giftstoffe zur Verseuchung transportiert. Aus Unkenntnis des geheimen Senders führen sie so die Ecoban-Soldaten direkt zu ihrem Versteck und die Widerstandsgruppe erleidet große Verluste. Ecoban bereitet sich auf den letzten Vorstoß vor, um die Schadstoffzone zu erweitern. Die verbliebenen Mitglieder der Widerstandsgruppe beschließen, nachdem sie ihre Kameraden begraben haben, die Stadt von innen zu bekämpfen. Unter Mithilfe von Verbündeten in Ecoban dringt die Gruppe bis in das Herz der Stadt – das Delos-System – ein und legt einen Kristall in das System. Die Gruppe muss sich den Verteidigern der Stadt stellen, doch deren Zerstörung hat bereits begonnen und ist nicht mehr zu stoppen. Ecoban wird zerstört. Die Marianer sehen die Sonne am Himmel, der zum ersten Mal seit über hundert Jahren aufgeklart ist.

## Entstehungsgeschichte
Mit Produktionskosten von 30 Millionen US-Dollar ist Wonderful Days der teuerste Animationsfilm, der bislang in Südkorea produziert wurde. Bei der Produktion des Films wurden traditionelle 2D-Animation, 3D-Computeranimation und Miniaturmodelle verwendet. Auch beim Ton wurde ein erheblicher Aufwand getrieben, so sind eigens angefertigte Tonaufnahmen von echten Motorrädern in allen möglichen Fahrsituationen für die Vertonung der animierten Motorräder verwendet worden. Regisseur Kim Moon-seng wollte „ein animiertes Spektakel wie kein anderes schaffen“ und deshalb jedes Detail so realistisch wie möglich darstellen, weshalb moderne Techniken unverzichtbar war.

## Veröffentlichung
Der Film feierte am 26. April 2003 seine Premiere auf dem Waterloo Festival for Animated Cinema in Kanada. In den folgenden Monaten wurde er auf mehreren weiteren Filmfestivals gezeigt, unter anderem bei den Internationalen Filmfestspielen von Cannes 2003 und auf dem Sundance Film Festival 2004. Am 17. Juli 2003 kam Wonderful Days in die koreanischen Kinos.
In Deutschland ist der Film auf DVD in einer Ausgabe erhältlich, auf der Wonderful Days sowie auf Koreanisch Wunderbare Gespräche (아름다운 이야기) zu lesen ist. Die DVD umfasst nicht nur die Kinofassung, einen um sieben Minuten längeren Director’s Cut und eine DVD mit Interviews mit den Machern, sondern enthält zusätzlich noch einen kompletten Soundtrack und kam am 2. Juni 2004 auf den Markt.

## Rezeption

### Auszeichnungen
Auf dem Gérardmer Film Festival 2004 gewann der Film den Grand Prix in der Kategorie Animation. Der Hauptpreis ging ebenfalls an einen koreanischen Film, A Tale of Two Sisters von Kim Ji-woon. Auf dem Fantasporto 2005 war Wonderful Days als Bester Film nominiert, konnte sich aber nicht gegen Vincenzo Natalis Nothing durchsetzen.

### Kritiken
Der deutsche Filmdienst wertete: „Mit beträchtlichem Aufwand inszenierter Zeichentrickfilm aus Südkorea. In seiner perfekten Kombination aus 3D- und 2D-Effekten und dank zahlreicher visueller Einfälle ist der Science-Fiction-Film eine optische Augenweide, doch haben die Computer-Designer über die Animation die Story aus den Augen verloren und setzen auf eine eher sinnfreie Geschichte voller Längen und logischer Brüche.“
Sheri Linden urteilte bei panavision.com: „Mit seinen dicht geschichteten, realistischen und stilisierten Bildern und seinem eindrucksvollen Sounddesign schafft der Film eine doppelte warnende Vision: eine trostlose, verdorbene Landschaft und eine seelenlose Hightech-Metropole, alles in metallischem Blau und Violett. Die relative Flachheit der Charaktere – konventionelle Anime-Figuren – steht in krassem Kontrast zu der sorgfältig ausgearbeiteten Umgebung.“
In der Los Angeles Times schrieb Kevin Lee Thomason: „Wie viele andere asiatische Science-Fiction-Anime auch: eine atemberaubend ausgedachte Welt der Zukunft, bevölkert von eindimensionalen Charakteren, die in eine banale Handlung verwickelt sind.“ (Like a lot of other Asian sci-fi anime: a stunningly imagined world of the future populated with one-dimensional characters caught up in a trite plot.)
Die Filmzeitschrift Kino.de schrieb über Wonderful Days: „Im ersten abendfüllenden Big-Budget-Cartoon von der Halbinsel treffen ‚Matrix‘ und ‚Mad Max 2‘ auf ‚Romeo und Julia‘, wenn in mitunter berückend schönen Bildern eine vergleichsweise schlichte Endzeitstory ihren vorhersehbaren Lauf nimmt. Für Eastern- und Animefans zweifellos ein Tip.“